# M'Liliha
M'Liliha, également appelé Mouilha ou Aïn Mouilha, est une commune de la wilaya de Djelfa en Algérie.

## Géographie
M'Liliha se situe à 25 km à l'est de la ville de Djelfa, chef lieu de la wilaya du même nom.

## Site archéologique
Située sur le territoire de la commune, la station archéologique de "Faidjet Elbene" comprend des gravures rupestres, dans le style dit "Tazina", représentant des êtres humains et des animaux (rhinocéros, lycaons,...).